# Repubblica Democratica del Congo ai Giochi della XXXIII Olimpiade
La Repubblica Democratica del Congo ha partecipato ai Giochi della XXXIII Olimpiade, svoltisi a Parigi dal 26 luglio all'11 agosto 2024, con una delegazione di 6 atleti, 3 uomini e 3 donne, in 4 discipline. È stata la dodicesima apparizione consecutiva della nazione alle Olimpiadi estive dal suo debutto ufficiale alle Olimpiadi estive nel 1968 sotto il nome di Congo-Kinshasa; inoltre, ha gareggiato per quattro edizioni come Zaire, dal 1984 al 1996.
Il portabandiera alla cerimonia di apertura è stato Arnold Daso Kisoka.

## Delegazione
| Sport            | Uomini | Donne | Totale |
| ---------------- | ------ | ----- | ------ |
| Atletica leggera | 1      | 0     | 1      |
| Judo             | 1      | 0     | 1      |
| Nuoto            | 1      | 1     | 2      |
| Pugilato         | 0      | 2     | 2      |
| Totale           | 3      | 3     | 6      |